# Сологубовка (станция)
Сологу́бовка  — железнодорожная станция на Мологском ходу (линия Мга — Будогощь) Санкт-Петербургского отделения Октябрьской железной дороги. Располагается на юго-западной окраине одноимённого пристанционного посёлка.
Станция имеет три пути, все они электрифицированы.
На платформе останавливаются все проходящие через неё пассажирские электропоезда.

### Расписание электропоездов
- Расписание электропоездов на сайте СЗППК
- Расписание пригородных поездов. Яндекс.Расписания.
- Расписание пригородных поездов на tutu.ru